# Persine
La persine est  une toxine fongicide présente chez l'avocatier.
C'est un composé liposoluble, structurellement similaire à un acide gras, qui s'infiltre dans la chair du fruit à partir des graines.
La teneur relativement faible en persine de la chair de l'avocat mûr est généralement considérée comme inoffensive pour l'homme. Les effets négatifs affectent principalement les personnes allergiques. En revanche, lorsque la persine est ingérée par des animaux domestiques qui peuvent consommer les feuilles ou l'écorce de l'avocatier, ou la peau et les graines de l'avocat, elle est toxique et dangereuse,.

## Pathologie
La consommation des feuilles et de l'écorce de l'avocatier, ou de la peau et du noyau du fruit (avocat) peut entraîner les effets suivants :
- chez les oiseaux, qui sont particulièrement sensibles à la toxine de l'avocat, les symptômes sont les suivants : augmentation de la fréquence cardiaque, lésions du tissu myocardique, respiration difficile, plumage désordonné, agitation, faiblesse et apathie. Des doses élevées provoquent un syndrome respiratoire aigu (asphyxie), entraînant la mort 12 à 24 heures après l'ingestion ;
- lapins et souris en période de lactation : mammite non-infectieuse  et agalactie après ingestion de feuilles ou d'écorce ;
- lapins : arythmie cardiaque,  œdème sous-mandibulaire et mort après ingestion de feuilles ;
- bovins et caprins : mammite, diminution de la production de lait après ingestion de feuilles ou d'écorce ;
- chevaux : les effets cliniques s'observent principalement chez les juments, notamment mammite non infectieuse, ainsi que gastrite occasionnelle et colique ;
- chats, chiens : des maux d'estomac légers peuvent survenir[3] ;
- lièvres, cochons, rats, moutons, autruches, poulets, dindons et poissons : symptômes d'intoxication similaires à ceux décrits ci-dessus. La dose létale n'est pas connue. l'effet est différent en fonction de l'espèce animale[5] ;
- souris : lésion non mortelle de la glande mammaire en lactation à partir de 60 à 100 mg de persine par kg. Nécrose des fibres myocardiques à partir de 100 mg/kg de persine. Une dose de 200 mg/kg est létale[2].

## Pharmacologie complémentaire
Des études chez l'animal montrent que l'exposition à la persine entraîne l'apoptose de certains types de cellules du cancer du sein.
On a également démontré que la persine augmente l'effet cytotoxique du tamoxifène in vitro.
La persine est cependant fortement insoluble dans une solution aqueuse et des recherches supplémentaires sont nécessaires pour la mettre sous forme de comprimés solubles.